# Скорпіоновець відгорнений
Скорпіоновець відгорнений (Scorpidium revolvens) — вид мохів порядку гіпнобрієвих (Hypnales).

## Поширення
Ареал охоплює такі частини світу: Європа, Північна Америка, Південна Америка, Азія.
Населяє гори, проміжно багаті мінералами та часто джерелами болота, невеликі періодично заповнені водою западини, береги; від низьких до високих (0–3100 метрів).

## Характеристика

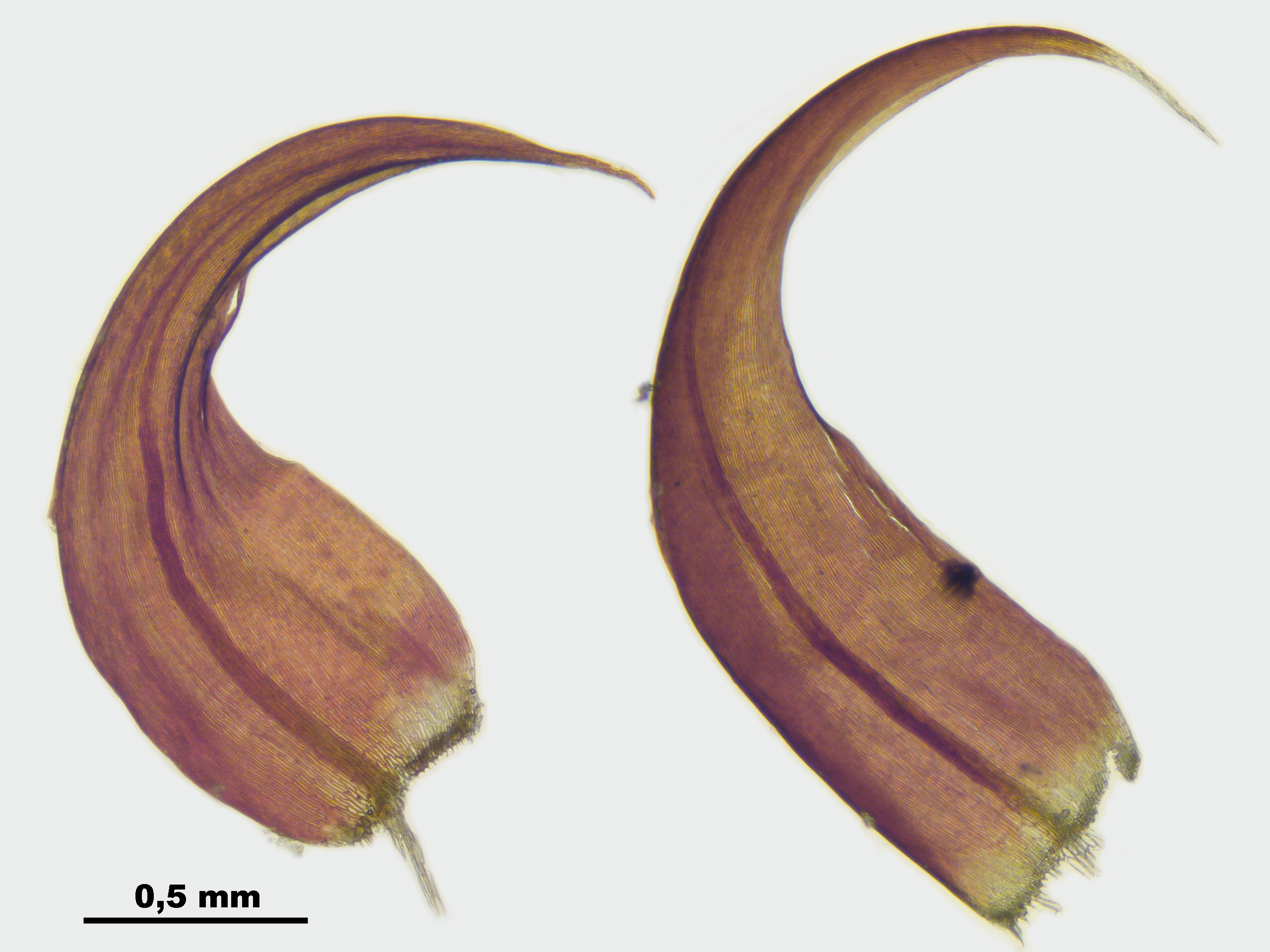

Рослини від середнього до великого (іноді занурені), не згорнуті, зелені, червоні, пурпурно-червоні, темно-коричнево-червоні або чорно-червоні. Стебла рідко й нерівномірно розгалужені або іноді ± перисті, верхівки пагонів не гачкуваті. Стеблові листки яйцеподібні або яйцевидно-ланцетні, поступово або іноді різко звужені до верхівки, ± раптово загнуті дистально, увігнуті, 0.5–1 мм ушир; верхівка загострена або довго-загострена. Вид автоіктичний, коробочки рідкісні. Коробочкові ніжки до 4 см. Коробочка подовжена. Спори розміром від 13 до 21 мікрометра.